# Hjalmar Söderberg
Pour les articles homonymes, voir Söderberg.
Hjalmar Emil Fredrik Söderberg (né le 2 juillet 1869 à Stockholm et mort le 14 octobre 1941  à Copenhague) est un romancier, auteur dramatique, poète et journaliste suédois.

## Biographie
Hjalmar Söderberg débute dans le monde littéraire à l'âge de vingt ans en écrivant pour le quotidien suédois Svenska Dagbladet. Il sort six ans plus tard son premier roman, Förvillelser (Égarements). Il a également traduit de plusieurs langues, dont des œuvres de Baudelaire, Anatole France et Guy de Maupassant, des écrivains proches de son style et de sa vision de la vie.
Il s'intéresse à la fin de sa vie au journalisme. Il a critiqué le nazisme avec véhémence, écrivant longuement à ce sujet dans le quotidien libéral, très anti-nazi, suédois Göteborgs Handels- och Sjöfartstidning.
C'est le grand-père maternel de l'écrivain danois Henrik Stangerup (1937-1998).
Il est enterré au cimetière Vestre à Copenhague.

## Œuvre
- Förvillelser, roman, 1895
  - Égarements, traduit par Elena Balzamo, Paris, V. Hamy, 1992, 183 p.  (ISBN 2-87858-026-5)
- Oscar Levertin, 1895
- Historietter, 1898
  - nouvelles traduites en partie dans Dessin à l’encre de Chine et autres nouvelles, avec des textes ultérieurs,  lors d’un séminaire sous la direction Elena Balzamo, Paris, Éditions Cambourakis, 2014, 176 p.  (ISBN 9782366240832)
- Martin Bircks ungdom, 1901
  - La Jeunesse de Martin Birck, traduit par Elena Balzamo, Paris, V. Hamy, 1993, 154 p.  (ISBN 2-87858-039-7)
- Främlingarna, 1903
- Doktor Glas, roman, 1905
  - Docteur Glas, traduit par Marcellita de Moltke-Huitfeld et Ghislaine Lavagne, Paris, Julliard, 1969, 179 p.
  - Docteur Glas, traduit par Denise Bernard-Folliot, Paris, Éd. Michel de Maule, 2005, 156 p. « Territoires du Septentrion »  (ISBN 2-87623-151-4)
- Gertrud, drame, 1906, mis en scène en 1987 par Bruno Boeglin
  - Gertrud, traduit par Vincent Dulac, Paris, Esprit ouvert, 1994, 147 p.  (ISBN 2-88329-008-3)
  - Gertrud, traduit par Terje Sinding et Jean Jourdheuil, Editions du Laquet, 1996 ; éditions du Brigadier, 2024  (ISBN 978-2-494702-82-0)
- Det mörknar öfver vägen, 1907
- Valda sidor, 1908
- Hjärtats oro, 1909
- Aftonstjärnan, 1912
- Den allvarsamma leken, 1912
  - Le jeu sérieux, traduit par Elena Balzamo, Paris, V. Hamy, 1995, 249 p.  (ISBN 2-87858-067-2)
- Den talangfulla draken, 1913
- Jahves eld, 1918
- Skrifter, 1921
- Ödestimmen, 1922
- Jesus Barabbas, 1928
- Resan till Rom, 1929
- Den förvandlade Messias, 1932
- Sista boken, 1942
- Samlade verk, 1943
- Makten, visheten och kvinnan, 1946
- Noveller, 1962
- Aforismer och maximer, 1969
- Kära Hjalle, kära Bo, correspondance avec Bo Bergman, 1969

## Adaptations
Le dernier film de Carl Theodor Dreyer, Gertrud, est basé sur la pièce de Söderberg.